# Utopie

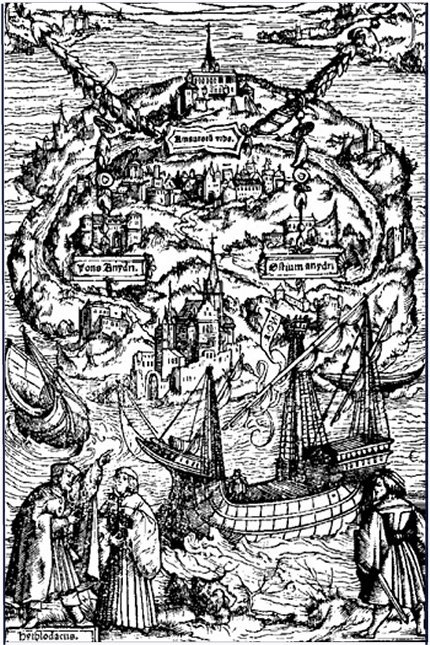
Moreova Utopie (A. Holbein, 1518)

Utopie (z řec. ου τόπος ú-topos, žádné místo, „nikde“) je představa ideální lidské společnosti, obce nebo státu. Slovo vytvořil anglický humanistický myslitel Thomas More jako název své knihy Utopie z roku 1516. V širším významu označuje něco žádoucího, i když neskutečného a možná nedosažitelného.
Utopie má pozitivní význam jako normativní společenský ideál společnosti (nebo stavu věcí) dokonalé kvality (ideál, ke kterému lze postupovat, ale zároveň je nedosažitelný). Podle Cambridge Dictionary je utopie dokonalá společnost, ve které lidé navzájem dobře spolupracují a jsou šťastní. Podle Oxford Dicitionary jde o imaginární místo nebo stav věcí, ve kterém je všechno dokonalé.
Paradoxní definici nabízí Patrik Ouředník: „Utopie je virtuální prostor, nereálná realita, nepřítomná přítomnost, alterita bez identity. Utopie je vše, co se odehrává na jiném místě nebo v jiném čase, příslib, náznak, naděje, noční můra, zlý sen. Utopie je stav, který je nám navždy uzavřen, stav, k němuž nevyhnutelně směřujeme.“

## Dějiny
Slovo Utopie je sice moderního původu, žánr je však daleko starší. Utopické prvky lze nalézt už v 8. století před n. l. v Izajášově proroctví nebo Homérově Oddyseji.
První ucelenější utopie je Platónův pozdní spis „Zákony“ (Nomoi, Leges) a do jisté míry i „Ústava“ (Politeia, Republica). Platón obě knihy napsal pod bezprostředním dojmem ze ztroskotání athénské demokracie a snažil se z něho vyvodit velmi podrobné poučení. Budoucí obec musí mít správnou velikost a polohu, musí být více uzavřená, omezovat podnikání pro zisk a vláda nemůže být v rukou veřejnosti, nýbrž zvláštní kasty „strážců“. Ti nesmějí mít majetek, musí žít společně a musí pro to být zvlášť vychováváni. Klíčové jsou přísné zákony a společná výchova všech dětí.
Utopické prvky obsahuje biblická Apokalypsa, která ovšem popisuje očekávání budoucího „Nového Jeruzaléma“. Prototypem křesťanských utopií je Augustinovo dílo „Boží obec“ (kolem 420), základ politické teorie středověku. Moreova kniha „O nejlepším stavu obce a o ostrově Utopie“ navazuje na Platónovu Ústavu a je inspirována zámořskými objevy – odehrává se na neznámém ostrově. More používá také název „Eutopie“, který zní v angličtině stejně, ale znamená „Dobré místo“. Jeho Utopie je tak zároveň popis ideální obce, jejíž přednosti (rovnost občanů, pacifismus, náboženská tolerance) zároveň kritizují současnou skutečnost. Významné utopie – kromě Mora – napsali například Tommaso Campanella („O slunečním státě“ 1623) a Francis Bacon („Nová Atlantis“ 1627).

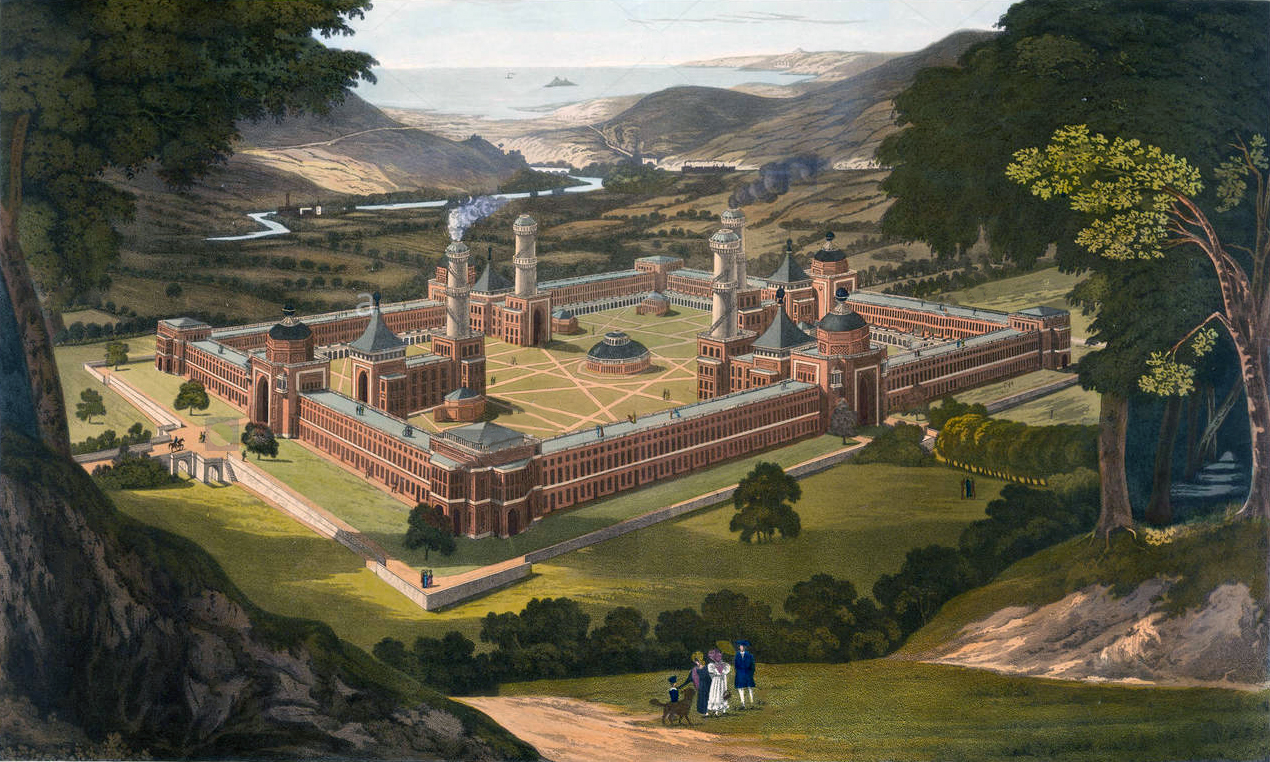
New Harmony, průmyslová utopie R. Owena (1838)

Kritickou stránku zdůrazňují autoři negativních utopií čili dystopií, jako je „Labyrint světa a ráj srdce“ J. A. Komenského (1631), „Jiný svět“ Cyrana z Bergeracu (1657) nebo satira „Gulliverovy cesty“ Jonathana Swifta (1721). Utopické pasáže a prvky se vyskytují i u mnoha dalších autorů (François Rabelais, Daniel Defoe, Voltaire aj.). Utopie 19. století (Robert Owen „Nový pohled na společnost“ 1813; Charles Fourier „Nový průmyslový svět“ 1829; Bernard Bolzano „O nejlepším státě“, kolem 1832; H. G. Wells „Moderní utopie“ 1905) se považují většinou za uskutečnitelné a Owen i Fourier je také realizovali, kdežto ve 20. století převládají utopie negativní a varovné (antiutopie): Jevgenij Zamjatin „My“ (1923), Aldous Huxley „Konec civilizace“ (1930), George Orwell „Farma zvířat“ a „1984“ (1948).

## Význam
Utopie jsou vesměs racionální projekty, v nichž se lidé snažili postihnout hlavní neduhy svých společností a většinou proti nim postavit své ideály. Měly tedy velký význam pro myšlení o společnosti a většina moderních ideálů (právní stát, rovnost ras a pohlaví, potřeba míru, sociální péče, tolerance aj.) se objevila právě v utopiích. Německý sociolog Karl Mannheim proto postavil proti sobě ideologie, které stávající společnost podporují, a utopie, které jej pomáhají změnit. Ve 20. století však vzniká i ostrá kritika utopií, které například Karl Raimund Popper spojoval s totalitními režimy.
Pro historiky mají utopie velký význam jako výrazy starostí a naopak ideálů a hodnot různých dob. Jako šlo Platónovi o posílení a udržení obce, jednalo se Augustinovi o spásu duší a Boží království. More hledal rovnost, mír a toleranci, Bacon využití vědy k prospěchu všech a Komenský vybízel k soustředění na vnitřní život duše. Utopisté 19. století hledali konkrétní možnosti jak zlepšit život dělníků a chudých, později si představovali velké možnosti technického pokroku (Jules Verne). Ve 20. století převládají varování před rostoucí mocí lidí i států a v 60. letech na utopie navazuje science-fiction, která si všímá spíše technických možností než uspořádání společnosti.